# Ла Кретац-Розан (Долина Аосте)
Ла Кретац-Розан је насеље у Италији у округу Долина Аосте, региону Долина Аосте.
Према процени из 2011. у насељу је живело 731 становника. Насеље се налази на надморској висини од 873 м.